# The Word Is Live
The Word Is Live ist eine Live-3-CD-Box der britischen Progressive-Rock-Band Yes aus dem Jahr 2005. Sie enthält Aufnahmen aus den Jahren 1970 bis 1988, darunter einige Titel, die YES nur live gespielt haben und die daher auf keinem anderen Album zu finden sind.
Der Albumtitel ist an die Textzeile „The Word is Love“ aus dem Lied „Time and a Word“ vom gleichnamigen Album angelehnt.

## Titelliste
CD 1:
1. Then [Anderson] (5:25)
2. For Everyone [Anderson/Squire] (4:45)
3. Astral Traveller [Anderson] (7:24)
4. Everydays (Stephen Stills) (11:01)
5. Yours is No Disgrace [Anderson/Bruford/Howe/Kaye/Squire] (11:45)
6. I’ve Seen All Good People (7:52)
  1. Your Move [Anderson]
  2. All Good People [Squire]
7. America (Paul Simon) (16:21)
8. It's Love (Felix Cavaliere/Eddie Brigati) (11:07)

CD 2:
1. Apocalypse [Anderson/Bruford/Howe/Squire] (3:08)
2. Siberian Khatru [Anderson] (10:11)
3. Sound Chaser [Anderson/Howe/Moraz/Squire/White] (11:17)
4. Sweet Dreams [Anderson/Foster] (6:22)
5. Future Times/Rejoice (6:59)
  1. Future Times [Anderson/Howe/Squire/Wakeman/White]
  2. Rejoice [Anderson]
6. Circus of Heaven [Anderson] (4:52)
7. The Big Medley (25:53)
  1. Time and a Word [Anderson/David Foster]
  2. Long Distance Runaround [Anderson]
  3. Survival [Anderson]
  4. The Fish (Schindleria Praematurus) [Squire]
  5. Perpetual Change [Anderson/Squire]
  6. Soon [Anderson/Howe/Moraz/Squire/White]
8. Hello Chicago [Anderson/Howe/Squire/Wakeman/White] (2:11)
9. Roundabout [Anderson/Howe] (8:42)

CD 3:
1. Heart of the Sunrise [Anderson/Squire/Bruford] (10:56)
2. Awaken [Anderson/Howe] (17:53)
3. Go Through This [Howe] (4:21)
4. We Can Fly from Here (Geoffrey Downes/Trevor Horn) (6:46)
5. Tempus Fugit [Downes/Horn/Howe/Squire/White] (5:53)
6. Rhythm of Love [Kaye/Rabin/Anderson/Squire] (6:42)
7. Hold On [Rabin/Anderson/Squire] (7:24)
8. Shoot High, Aim Low [White/Kaye/Rabin/Anderson/Squire] (8:27)
9. Make It Easy/Owner of a Lonely Heart [Rabin; Rabin/Anderson/Squire/Horn] (6:09)

Anmerkungen:
- Then und For Everyone stammen von John Peels Sunday Show am 12. März 1970. Die Aufnahmen waren bereits 1997 auf Something's Coming / Beyond and Before veröffentlicht worden
- Die Songs von Astral Traveller bis It's Love wurden auf der The Yes Album-Tour aufgenommen, Astral Traveller und Everydays im Konserthuset, Göteborg, Schweden am 24. Januar 1971, der Rest in der Crystal Palace Bowl in London am 31. Juli 1971
- Apocalypse, Siberian Khatru und Sound Chaser wurden in der Cobo Hall in Detroit am 17. August 1976 aufgenommen (Solo albums Tour)
- Von der Relayer-Tour stammt Sweet Dreams (Queens Park Rangers Football Ground, London, 10. Mai 1975), diese Aufnahme war bereits auf der DVD Live at the QPR veröffentlicht worden
- Future Times/Rejoice, Circus of Heaven und Heart of the Sunrise stammen von einem Konzert am 8. Oktober 1978 im Oakland Coliseum in Oakland, Kalifornien, The Big Medley wurde im The Forum im kalifornischen Inglewood am 5. Oktober 1978 aufgenommen, Hello Chicago wurde am 9. Juni 1979 im Chicago International Amphitheatre in Chicago aufgenommen, Roundabout und Awaken in der gleichen Halle, einen Tag später. All diese Konzerte wurden im Rahmen der Tormato-Tour gespielt.
- von der Drama-Tour stammen die bis dahin auf keinem Yes-Album veröffentlichten Songs Go Through This und We Can Fly from Here sowie Tempus Fugit von Drama. Die Aufnahmen entstanden im New Yorker Madison Square Garden am 6. September 1980
- Rhythm of Love, Hold On, Shoot High, Aim Low und Make It Easy/Owner of a Lonely Heart stammen von einem Konzert der Big-Generator-Tour in Houston Summit am 19. Februar 1988
- Eine vorab veröffentlichte Promo-CD enthielt die folgenden Songs:

1. Yours is No Disgrace
2. I've Seen All Good People
3. America
4. It's Love
5. Siberian Khatru
6. Sound Chaser

## Covergestaltung
Das Cover und das 62-seitige Begleitbuch wurden vom Fantasy-Künstler Roger Dean und seinem Bruder Martyn Dean mit Unterstützung von Greg Allen gestaltet. Das Booklet enthält Textbeiträge von Greg Lake, Yes-Webmaster Mike Tiano, dem Musikwissenschaftler Bill Martin, Doug & Glenn Gottlieb, Brian Ives und Tim Jones. Es enthält darüber hinaus einige kürzere Beiträge von Kollegen, darunter John Frusciante, Taylor Hawkins und Geddy Lee.

## Rückschau
Interessant an dieser Box sind vor allem die bis dahin unveröffentlichten Stücke. Lediglich die Aufnahmen von Then und For Everyone waren bereits zuvor veröffentlicht worden, einige wenige andere Stücke waren in anderen Versionen erschienen. Damit enthält The Word is Live eine Reihe von Raritäten.
For Everyone ist ein Stück der frühen Yes, das eine Vorstufe zu einem Teil (Disillusion) aus dem späteren Starship Trooper (von The Yes Album) enthält. Es existiert keine Studioversion – und das Stück wurde überhaupt nur 4 Mal live gespielt. America wird hier von der frühen Besetzung (mit Bruford, Howe und Kaye) gespielt und weicht teilweise stark von den bereits veröffentlichten Versionen ab. It’s Love ist eine um einen Improvisationsteil angereicherte, bislang nicht gehörte Coverversion eines Stückes von The Young Rascals, die 1969–1971 überhaupt nur 10 Mal von Yes gespielt wurde. Der Toursong ist ein kurzes Stück, mit dem sich Yes bei ihren Fans für deren Kommen bedanken. Er gehörte in den 70er Jahren fest zum Programm eines Yes-Konzertes. Hier wurde erstmals ein solcher Toursong veröffentlicht. Go through this und We can fly from here wurden von der Drama-Besetzung gespielt (47 Mal, während der Drama-Tour), aber damals nicht veröffentlicht. We Can Fly wurde jedoch in der Form einer langen Suite für das von Horn produzierte Album Fly from Here 31 Jahre später neuaufgenommen.
Kritisiert wurde die meist schlechte Qualität der Aufnahmen. Lediglich die letzten vier Stücke, die Aufnahmen von der Big Generator-Tour, können mit einer annehmbaren Qualität aufwarten. Die Kritik betraf vor allem die Songs Go through this und We can fly from here, deren Erstveröffentlichung man sich in deutlich besserer Qualität gewünscht hatte.